# 皮滕巴赫
皮滕巴赫是德国莱茵兰-普法尔茨州的一个市镇。总面积3.85平方公里，总人口94人，其中男性54人，女性40人（2011年12月31日），人口密度24人/平方公里。